# The Shell Game (film 1918)
The Shell Game è un film muto del 1918 scritto e diretto da George D. Baker. La sceneggiatura si basa su Good Will and Almond Shells, un racconto di Kenneth L. Roberts pubblicato il 22 dicembre 1917 su The Saturday Evening Post.

## Produzione
Il film fu prodotto dalla Metro Pictures Corporation con il titolo di lavorazione Good Will and Almond Shells.

## Distribuzione
Il copyright del film, richiesto dalla Metro Pictures Corp., fu registrato il 25 febbraio 1918 con il numero LP12099.
Distribuito dalla Metro Pictures Corporation, uscì nelle sale cinematografiche degli Stati Uniti il 4 marzo 1918.